# PQ5船団
PQ5船団は、第二次世界大戦中にソ連へ援助物資を運ぶために運航された6つ目の船団である。
船団は1941年11月27日にアイスランドのハヴァルフィヨルドを出航し、12月13日にアルハンゲリスクに到着した。
船団はイギリス船5隻とソ連船2隻で構成されていた。すべての船が無事に目的地に到着した。船団の護衛は掃海艇4隻であった。それ加えて軽巡洋艦「シェフィールド」が間接護衛に当たった。